# Paul Hayes Tucker

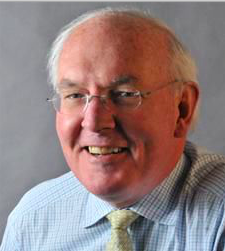
Paul Hayes Tucker, 2018

Paul Hayes Tucker (geboren am 7. Juli 1950 in New York City) ist ein amerikanischer Kunsthistoriker und Kurator. Sein Spezialgebiet ist der französische Impressionismus, insbesondere das Werk von Claude Monet.

## Leben
Paul Hayes Tucker studierte zunächst Kunstgeschichte am Williams College in Williamstown (Massachusetts). In diese Zeit unternahm er auch eine Studienreise nach Florenz. Während des Studiums in Williamstown sah er im dortigen Sterling and Francine Clark Art Institute Werke von Claude Monet im Original, was ihn nachhaltig beeinflusste. Zum weiteren Studium wechselte er anschließend an die Yale University in New Haven (Connecticut), wo er 1979 bei Robert L. Herbert promovierte. In seiner Dissertation befasste er sich mit Claude Monets Aufenthalt in Argenteuil. Seit 1978 unterrichtete er Kunstgeschichte an der University of Massachusetts in Boston. Zu Claude Monet veröffentlichte er zahlreiche Aufsätze und verfasste eine Reihe von Büchern. Zudem war er wiederholt als Ausstellungskurator tätig. Hierzu gehören die Ausstellungen Monet in the ’90s: the series paintings von 1990 und Monet in the 20th century von 1998, die jeweils im Museum of Fine Arts, Boston und in der Royal Academy of Arts in London gezeigt wurden, die Ausstellung The Impressionists at Argenteuil, die 2000 in der National Gallery of Art in Washington D.C. zu sehen war oder verschiedene Ausstellungen, die in japanischen Museen stattfanden. Neben Künstlern des französischen Impressionismus, widmete sich Tucker auch Künstlern des 20. Jahrhunderts wie David Smith und Kenneth Noland. Zudem begründete er das Skulpturenprojekt Arts on the Point, durch das Werke zeitgenössischer Bildhauer auf dem Gelände der University of Massachusetts aufgestellt wurden. 2014 verließ Tucker die University of Massachusetts und ging in den Ruhestand. Zu seinen Ehren wurde dort der nach ihm benannte Lehrstuhl Paul Hayes Tucker Distinguished Professor of Art geschaffen. Sein Sohn ist der Schauspieler Jonathan Tucker.

## Veröffentlichungen (Auswahl)
- Monet at Argenteuil, Yale University Press, New Haven 1982, ISBN 0-300-02577-7.
- Monet in the ’90s: the series paintings, Museum of Fine Arts, Boston und Yale University Press, New Haven 1990, ISBN 0-300-04659-6.
- Claude Monet: a retrospective, Chunichi Shimbun, Nagoya 1994.
- Claude Monet: life and art, Yale University Press, New Haven 1995, ISBN 0-300-06298-2.
- Monet in the 20th century, zusammen mit George T.M. Shackelford, MaryAnne Stevens, Yale University Press, New Haven 1998, ISBN 0-87846-465-4.
- Manet’s “Le déjeuner sur l’herbe”, Cambridge University Press, Cambridge 1998, ISBN 0-521-47466-3.
- Monet: late paintings of Giverny from the Musée Marmottan, zusammen mit Lynn F. Orr, New Orleans Museum of Art, New Orleans 1999, ISBN 0-88401-097-X.
- The Impressionists at Argenteuil, Yale University Press, New Haven 2000, ISBN 0-89468-249-0 (Digitalisat).
- Renoir: from outsider to old master 1870–1892, Chunichi Shimbun, Nagoya  2001.
- Claude Monet: late work, Gagosian Gallery, New York 2010, ISBN 978-1-935263-11-1.
- Monet, beyond impressionism, zusammen mit Helga Kessler-Aurisch, Ordrupgaard, Charlottenlund 2016, ISBN 978-87-88692-36-5.